# Lida van der Anker-Doedens
Alida Geertruida van der Anker-Doedens –conocida como Lida van der Anker-Doedens– (Rolde, 28 de julio de 1922-Haarlem, 1 de abril de 2014) fue una deportista neerlandesa que compitió en piragüismo en la modalidad de aguas tranquilas.
Participó en dos Juegos Olímpicos de Verano en los años 1948 y 1952, obteniendo una medalla de plata en la prueba de K1 500 m.

## Palmarés internacional
| Juegos Olímpicos | Juegos Olímpicos      | Juegos Olímpicos | Juegos Olímpicos |
| Año              | Lugar                 | Medalla          | Evento           |
| ---------------- | --------------------- | ---------------- | ---------------- |
| 1948             | Londres (Reino Unido) | Medalla de plata | K1 500 m         |